# Gmina Gołcza
Die Gmina Gołcza ist eine Landgemeinde im Powiat Miechowski der Woiwodschaft Kleinpolen in Polen. Ihr Sitz ist das gleichnamige Dorf mit etwa 500 Einwohnern.

## Gliederung
Zur Landgemeinde (gmina wiejska) Gołcza gehören folgende 22 Dörfer mit einem Schulzenamt:
Adamowice
Buk
Chobędza
Cieplice
Czaple Małe
Czaple Wielkie
Gołcza
Kamienica
Krępa
Laski Dworskie
Maków
Mostek
Przybysławice
Rzeżuśnia
Szreniawa
Trzebienice
Ulina Mała
Ulina Wielka
Wielkanoc
Wysocice
Zawadka
Żarnowica